# Somerville College (Oxford)
Somerville College er et af de mere kendte kollegier, der er tilknyttet University of Oxford i Oxford i England. Somerville har det største kollegiebibliotek i Oxford og er kendt for sin varierede arkitektur og gode mad.
Grundlagt i 1879 som Somerville Hall, var det et af de første to kvindekollegier i Oxford.

## Personer med tilknytning til Somerville
Blandt andre Margaret Thatcher, Indira Gandhi, Dorothy Hodgkin, Mary Honeyball, Svava Jakobsdóttir, Iris Murdoch, Dorothy L. Sayers og Margaret Clunies Ross har været tilknyttet Somerville.